# 張士鈺
張士鈺（？—1922年），字寶齋，直隷武清（今属天津市）人，清末民初軍事將領。

## 生平
張士鈺畢業於北洋武备学堂後，曾任职于清政府军械局。后張士鈺任新建陆军督操营务处帮办。辛亥革命時，連署於段祺瑞的《段祺瑞等要求共和電》，迫使宣統退位。
1912年民國建立，張士鈺授陆军中将，升任拱卫军参议官，不久署理司令。后張士鈺任陆海军大元帅统率办事处总务厅厅长。
1915年，袁世凱稱帝時，任大典筹备处委员。
1917年，張士鈺任李经羲内阁陆军部次长、兼代总长。後張士鈺參與张勋率領的復辟，张勋败逃後，張士鈺亦遭段祺瑞解职。1919年1月11日張士鈺获封将军府“博威将军”。